# Serech

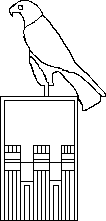
Serech

Serech je původní starověký egyptský název pro zvláštní, zpravidla na výšku postavený obdélník – součást hieroglyfického zápisu královské titulatury ve starověkém Egyptě. Používal se pro první a původně jediné jméno panovníka, tzv. Horovo jméno.
Z hlediska principů egyptského výtvarného umění jde nejspíše o půdorys královského paláce, jehož stylizované průčelí je ve spodní části serechu také zachyceno. Zapsáním jména do tohoto rámečku je tak vyjádřeno postavení faraona jako toho, kdo sídlí v (opevněném) paláci, a protože už v nejstarších pramenech má „palác“ také význam slova „vláda“, také jako jediného oprávněného držitele moci. Na serechu je zobrazen sokol boha nebes a vládce země Hora, což znamená, že král byl pojmenováván jako „Hor XY“ a byl považován za pozemské vtělení tohoto boha (který byl panovníkovým ka).
Ke dvěma ojedinělým a nikdy už neopakovaným inovacím v užívání serechu došlo v průběhu 2. dynastie. Panovník užívající původně Horovo jméno Sechemib jej změnil na jméno Peribsen, přičemž pro zápis nového jména v serechu použil jako titul jméno nikoli boha Hora, ale jeho mytologického protivníka boha Sutecha. Zřejmou reakcí na tuto změnu byla titulatura Peribsenova nástupce a pravděpodobně i rivala s Horovým jménem Chasechem (v překladu „Mocnost se zjevuje v záři“), který po změně jména na jméno Chasechemuej (v překladu „Obě mocnosti se zjevují v záři“) pro jeho zápis v serechu použil jako titul jména obou bohů a tituloval se tedy „Hor Sutech Chasechemuej“. Jaký význam tyto proměny přesně mají ovšem není možné říci.